# اسلوهه
اسلوهه (به آلمانی: Eslohe) یک شهر در آلمان است که در هخ‌زاورلاند واقع شده‌است.